# Gabriel Kehr
Gabriel Enrique Kehr Sabra (* 3. September 1996 in Temuco) ist ein chilenischer Leichtathlet, der sich auf den Hammerwurf spezialisiert hat. 2019 wurde er Südamerikameister in dieser Disziplin.

## Sportliche Laufbahn
Gabriel Kehr sammelte im Jahr 2012 erste internationale Erfahrung. Ende Oktober trat er bei den U18-Südamerikameisterschaften im argentinischen Mendoza an und konnte dort die Bronzemedaille gewinnen. Ein Jahr darauf gelang es ihm sich für die U18-Weltmeisterschaften in Donezk zu qualifizieren, bei denen er in das Finale einzog. Darin brachte er anschließend allerdings keinen gültigen Versuch zu Stande. 2014 gewann Kehr die Silbermedaille bei den Chilenischen U20-Meisterschaften. Ende Juli nahm er in den USA an den U20-Weltmeisterschaften teil. Obwohl er in der Qualifikation mit einem Wurf auf 69,84 m eine persönliche Bestweite mit dem Juniorenwurfgewicht von 6 kg aufstellte, genügte dies nicht um in das Finale einzuziehen. Anfang Oktober trat er dann in der höheren Altersklasse erstmals bei U23-Südamerikameisterschaften an und konnte mit Bestleistung von 63,38 m auf Anhieb die Bronzemedaille gewinnen.
2015 gewann er erneut die Silbermedaille bei den Juniorenmeisterschaften seines Heimatlandes. Ende Mai trat er in Ecuador bei den U20-Südamerikameisterschaften an und gewann dabei die Bronzemedaille. Später reiste er Anfang August nach Kanada und nahm in Edmonton an den U20-Panamerikameisterschaften teil. Dort gewann er eine weitere Medaille, diesmal eine Silberne. 2016 stieg Kehr in die Altersklasse der Erwachsenen auf. Im April wurde er Chilenischer Vizemeister. Später im September nahm er zum zweiten Mal an U23-Südamerikameisterschaften teil und gewann wie 2014 die Bronzemedaille und stellte mit 69,80 m eine neue Bestleistung auf. Nachdem er während der Saison 2017 kaum Wettkämpfe bestreiten konnte, fand er 2018 erneut den Anschluss an vorherige Leistungen. Anfang Juni vertrat er Chile in Bolivien bei den Südamerikaspielen. Im Finale warf er den Hammer mit 72,06 m auf eine neue Bestweite und verpasste damit als Vierter knapp die Medaillenränge. Ende September folgte dann seine letztmalige Teilnahme an den U23-Südamerikameisterschaften, bei denen er, wenngleich er sich noch einmal bis auf 74,31 m steigerte, seine insgesamt dritte Bronzemedaille gewann. Zum Wettkampfauftakt 2019 steigerte Kehr seine Bestleistung Anfang März auf 76,42 m. Anfang April siegte er erstmals bei den Chilenischen Meisterschaften. 2021 folgte ein weiterer nationaler Titelgewinn. Im Mai nahm er in Lima erstmals an den Südamerikameisterschaften bei den Erwachsenen teil und gewann bei seiner Premiere auf Anhieb die Goldmedaille. Das gleiche vollbrachte er im August als er, ebenfalls in Lima, erstmals an den Panamerikanischen Spielen teilnahm und dort ebenfalls Gold für Chile gewann. Aufgrund seiner Saisonleistungen schaffte er es sich auch erstmals für die Weltmeisterschaften zu qualifizieren, bei denen er Anfang Oktober in Doha an den Start ging. Dort kam er auf eine Weite von 73,99 m und schied damit nach der Qualifikation aus. Seit Dezember 2020 steht bei Kehr eine persönliche Bestleistung von 76,61 m zu Buche.
2021 steigerte sich Kehr im April auf eine Weite von 77,54 m und qualifizierte sich damit für die Olympischen Sommerspiele in Tokio. Ende Mai nahm er in Ecuador zum zweiten Mal an den Südamerikameisterschaften und wurde hinter seinem Landsmann Humberto Mansilla Vizemeister. Ende Juli ging er in der Qualifikation bei den Olympischen Spielen an den Start. Er warf den Hammer auf 75,60 m und verpasste damit als 13. den Einzug in das Finale der besten Zwölf denkbar knapp. 2022 war er für seine zweite Teilnahme bei den Weltmeisterschaften qualifiziert, konnte allerdings nicht in der Qualifikation an den Start gehen. 2023 gewann Kehr, wie bereits zwei Jahre davor, erneut die Silbermedaille bei den Südamerikameisterschaften in Brasilien. Einen Monat danach nahm er in Budapest auch wieder an den Weltmeisterschaften teil. Dort zog er zum ersten Mal in ein WM-Finale ein und belegte schließlich den neunten Platz. Anfang November belegte er bei den Südamerikaspielen in seiner chilenischen Heimat den sechsten Platz.
2024 trat Kehr, nach 2021, zum zweiten Mal bei den Olympischen Sommerspielen an. Wie in Tokio, scheiterte er auch in Paris in der Qualifikation.

## Wichtige Wettbewerbe
| Jahr              | Veranstaltung                 | Ort               | Platz             | Disziplin         | Weite             |
| Startet für Chile | Startet für Chile             | Startet für Chile | Startet für Chile | Startet für Chile | Startet für Chile |
| ----------------- | ----------------------------- | ----------------- | ----------------- | ----------------- | ----------------- |
| 2012              | U18-Südamerikameisterschaften | Mendoza           | 3.                | Hammerwurf (5 kg) | 66,49 m           |
| 2013              | U18-Weltmeisterschaften       | Donezk            |                   | Hammerwurf (5 kg) | o.g.V. (Finale)   |
| 2014              | U20-Weltmeisterschaften       | Eugene            | 21.               | Hammerwurf (6 kg) | 69,84 m           |
| 2014              | U23-Südamerikameisterschaften | Montevideo        | 3.                | Hammerwurf        | 63,38 m           |
| 2015              | U20-Südamerikameisterschaften | Cuenca            | 3.                | Hammerwurf (6 kg) | 77,54 m           |
| 2015              | U20-Panamerikameisterschaften | Edmonton          | 2.                | Hammerwurf (6 kg) | 74,42 m           |
| 2016              | U23-Südamerikameisterschaften | Lima              | 3.                | Hammerwurf        | 69,80 m           |
| 2018              | Südamerikaspiele              | Cochabamba        | 4.                | Hammerwurf        | 72,06 m           |
| 2018              | U23-Südamerikameisterschaften | Cuenca            | 3.                | Hammerwurf        | 74,31 m           |
| 2019              | Südamerikameisterschaften     | Lima              | 1.                | Hammerwurf        | 75,27 m           |
| 2019              | Panamerikanische Spiele       | Lima              | 1.                | Hammerwurf        | 74,98 m           |
| 2019              | Weltmeisterschaften           | Doha              | 17.               | Hammerwurf        | 73,99 m           |
| 2021              | Südamerikameisterschaften     | Guayaquil         | 2.                | Hammerwurf        | 75,18 m           |
| 2021              | Olympische Sommerspiele       | Tokio             | 13.               | Hammerwurf        | 75,60 m           |
| 2022              | Weltmeisterschaften           | Eugene            |                   | Hammerwurf        | DNS               |
| 2023              | Südamerikameisterschaften     | São Paulo         | 2.                | Hammerwurf        | 75,57 m           |
| 2023              | Weltmeisterschaften           | Budapest          | 9.                | Hammerwurf        | 75,99 m           |
| 2023              | Südamerikaspiele              | Santiago de Chile | 6.                | Hammerwurf        | 74,32 m           |
| 2024              | Olympische Sommerspiele       | Paris             | 20.               | Hammerwurf        | 72,31 m           |

## Leistungsentwicklung
- 2013: 59,40 m
- 2014: 63,38 m
- 2015: 64,65 m
- 2016: 71,33 m
- 2018: 74,31 m
- 2019: 76,42 m
- 2020: 76,61 m
- 2021: 77,54 m
- 2022: 77,66 m